# Togari Jun
Jun Togari (sinh ngày 24 tháng 5 năm 1968) là một cầu thủ bóng đá người Nhật Bản.

## Sự nghiệp câu lạc bộ
Jun Togari đã từng chơi cho Urawa Reds.